# Església Metodista Unida
L'Església Metodista Unida o UMC (de l'anglès United Methodist Church) és una església de denominació cristiana protestant evangèlica. Fundada el 1968 per la unió de les esglésies The Methodist Church i Evangelical United Brethren Church, la UMC traça les seves arrels des del moviment de revifalla cristià de John Wesley i Charles Wesley de l'Església d'Anglaterra.
Com a tal, l'orientació teològica d'aquesta església és wesleyana, contenint tant elements litúrgics com evangèlics. Als Estats Units, té rang de la segona més gran església protestant (després de l'església de la Convenció Baptista del Sud) i la tercera més gran de denominació cristiana. El 2007, la seva filiació mundial era de prop de 12 milions: 8 milions als Estats Units i Canadà, i 3.5 milions a Àfrica, Àsia i Europa.
Aquesta església és membre del Consell Mundial d'Esglésies.

## Doctrina
Les normes doctrinals establertes oficialment del Metodisme Unit són els següents: 
- Els Articles de Religió de l'Església Metodista ;
- Les confessions de fe de l'Església Evangèlica dels Germans Units;
- Les Normes Generals de les societats Metodistes;
- Els sermons de John Wesley estàndaridzats;
- I les notes explicatives de Joan Wesley en el Nou Testament.

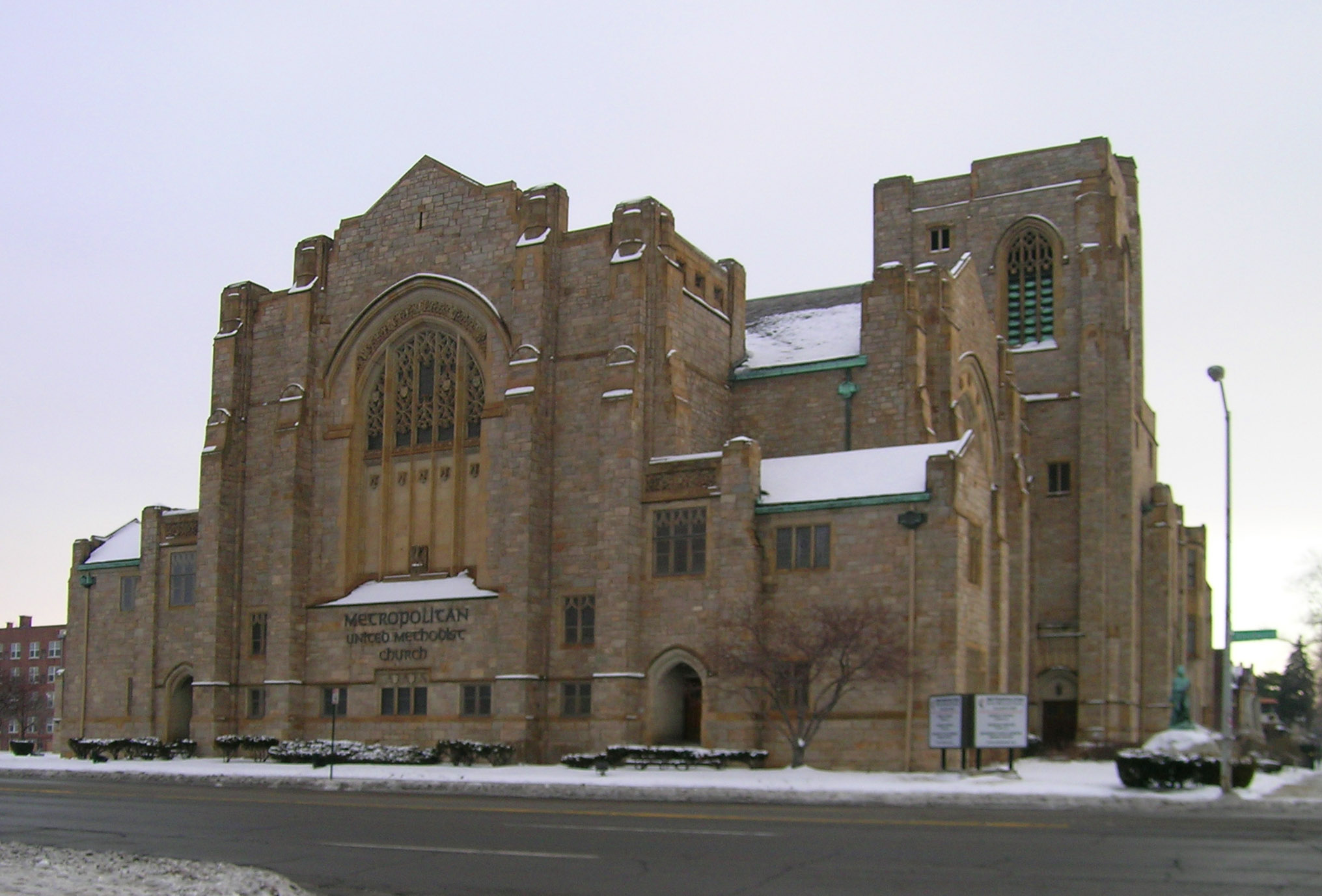
Església Metropolitana Metodista Unida, Detroit, Michigan

Aquestes normes doctrinals estan protegides constitucionalment i gairebé són impossible de canviar o suprimir. Altres doctrines de l'Església Metodista Unida es troben en el Llibre de disciplina de l'Església Metodista Unida.

### Diversitat de creences
L'Església Metodista Unida permet una àmplia gamma de creences teològiques i polítiques. Per exemple, l'expresident republicà George W. Bush és metodista unit i el republicà ex-vicepresident Dick Cheney assisteix regularment a una Església Metodista Unida, tot i que no n'és membre. El jove senador d'Ohio, Rob Portman, assisteix a Hyde Park Community United Methodist Church, a Cincinnati. A més, la demòcrata i secretària d'Estat Hillary Clinton i l'exsenador Max Cleland, són també metodistes units. Molts Metodistas Units creuen que aquesta flexibilitat és una de les qualitats més fortes de la UMC.
L'Església Metodista ha permès l'ordenació de dones amb plens drets de clergue des de 1956, sobre la base de la seva comprensió dels principis bíblics. Gal [.3:28] L'Església Metodista Unida, juntament amb algunes altres esglésies protestants, està a favor de l'ordenació de les dones.